# Eschelbronn
Eschelbronn is een plaats in de Duitse deelstaat Baden-Württemberg, gelegen in het Rhein-Neckar-Kreis. De stad telt 2.639 inwoners.

## Geschiedenis
Eschelbronn werd reeds in het jaar 788/789 genoemd in een akte van schenking van het klooster van Lorsch.
Aan het einde van de 13de eeuw werd Eschelbronn het eigendom van het bisdom van Speyer. In 1267 werd er
in het dorp een houten kasteel gebouwd dat later, in 1375, tot een stenen waterburcht werd uitgebouwd. In 1526, werd de bevolking tot het lutheranisme bekeerd. In 1807 werd Eschelbronn een deel van Baden. In 1807 sloot zich het dorp bij het district Waibstadt aan en werd toegewezen aan het district Sinsheim, dat op zijn beurt, in het jaar 1813, het Rhein-Neckar-Kreis werd.

## Economie
Vroeger was de hoofdzakelijke bron van inkomsten voor de inwoners de landbouw; aan het einde van de 18de eeuw werd het weven van linnen echter steeds belangrijker. Sinds het einde van de 19de eeuw is Eschelbronn beroemd om zijn meubelindustrie.
Altlußheim · Angelbachtal · Bammental · Brühl · Dielheim · Dossenheim · Eberbach · Edingen-Neckarhausen · Epfenbach · Eppelheim · Eschelbronn · Gaiberg · Heddesbach · Heddesheim · Heiligkreuzsteinach · Helmstadt-Bargen · Hemsbach · Hirschberg an der Bergstraße · Hockenheim · Ilvesheim · Ketsch · Ladenburg · Laudenbach · Leimen · Lobbach · Malsch · Mauer · Meckesheim · Mühlhausen · Neckarbischofsheim · Neckargemünd · Neidenstein · Neulußheim · Nußloch · Oftersheim · Plankstadt · Rauenberg · Reichartshausen · Reilingen · Sandhausen · Schönau · Schönbrunn · Schriesheim · Schwetzingen · Sinsheim · Spechbach · St. Leon-Rot · Waibstadt · Walldorf · Weinheim · Wiesenbach · Wiesloch · Wilhelmsfeld · Zuzenhausen